# Ерас (бухта)
Ерас (Герас, греч. Κόλπος Γέρας) — бухта на юго-востоке острова Лесбос в северо-восточной части Эгейского моря, к западу от Митилини. Одна из двух бухт с узкими входами, глубоко врезающихся в остров. Бухты Ерас и Калони делят остров на три части.

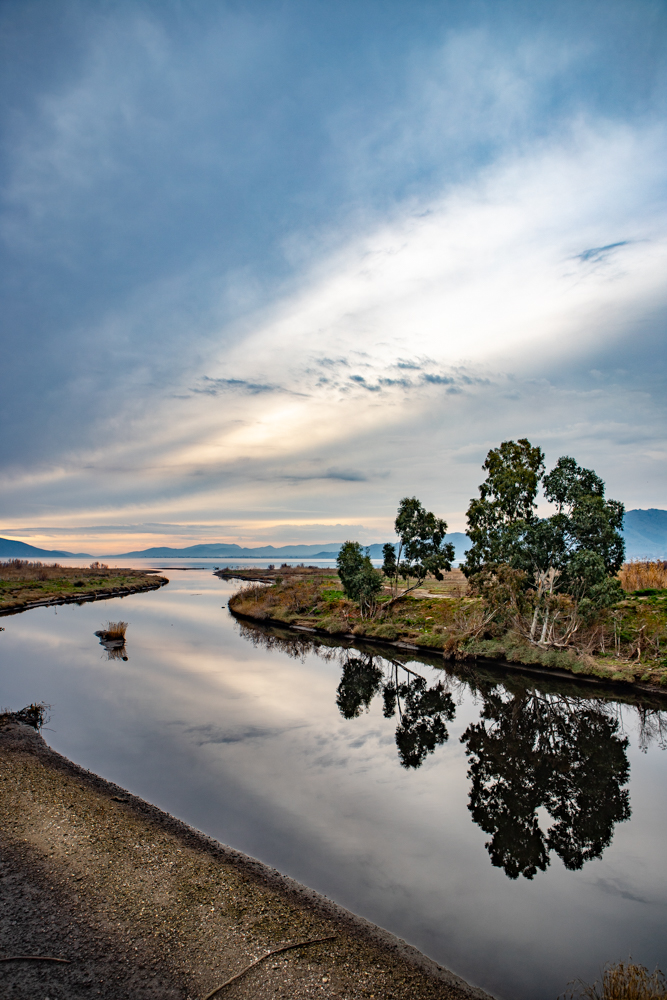
Река Эверьетулас

Площадь бухты 42 км². Бухта Ерас представляет собой полузамкнутый мелководный залив, максимальная глубина которого 20 м. Бухта связана с Эгейским морем узким изогнутым устьем длиной 6 км на её южном конце.
В северной части бухты имеется важный запас пресной воды. Загрязнена на юго-западе на расстояние 2—3 км отходами, которые сбрасывает крупный кожевенный завод у села Перама (Лесбос) через два водостока.
Северная часть бухты занята биоценозом прибрежных терригенных илов, представляющим собой в непосредственной близости пресных вод фацию с видом взморник малый (Zostera noltei), в остальных местах фацию с видом цимодоцея узловатая (Cymodocea nodosa). На юго-западе — обширные мёртвые луга вида посидония океанская (Posidonia oceanica) и на твёрдом субстрате — нитрофилы. После установки системы биологической очистки отходов кожевенного завода наблюдается возобновление роста лугов. На юго-востоке — хорошо развитые луга с посидонией океанской. В устье бухты на рыхлом субстрате растёт посидония океанская, а на твёрдом — бурые водоросли цистозира косматая (Cystoseira crinita). Биота включает виды скальный морской ёж (Paracentrotus lividus), устрица европейская (Ostrea edulis), благородная пинна (Pinna nobilis) и Nepinnotheres pinnotheres.
Водосборный бассейн бухты около 200 км². Западная часть площадью 170 км² представляет собой равнину, засаженную оливковыми рощами, местоположение пяти деревень с общим населением 7000 человек и развитую гидрографическую сеть малых рек, преимущественно пересыхающих летом. Восточная часть площадью 30 км² покрыта оливковыми деревьями, растущими на довольно крутых террасированных склонах.
Река Эверьетулас, впадающая в бухту, загрязнена жидкими отходами производства оливкового масла (OMWW) — амуркой (κατσίγαρος). OMWW имеют красно-чёрный цвет, высокое содержание токсичных фенолов с характерным стильным запахом, слабокислый характер раствора (низкий pH). Возрастание нагрузки органического вещества (у OMWW в 40-50 раз выше, чем у бытовых стоков) является ведущей причиной эвтрофикации.